# Rheumatologie

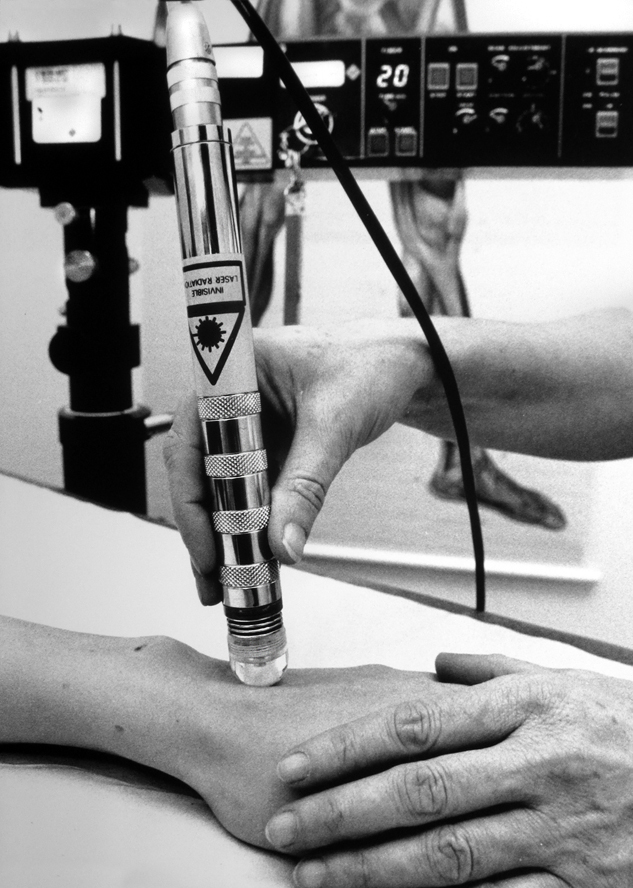

Die Rheumatologie (von griechisch Rheuma: altgriechisch ῥεῦμα rheuma, deutsch ‚Strömung‘, ‚Fluss‘, ‚Fließen‘) ist eine Fachrichtung der Medizin, die sich mit Diagnose und Therapie der meist chronisch verlaufenden entzündlich-rheumatischen Erkrankungen beschäftigt. Mittlerweile werden rund 400 Erkrankungen dazugezählt. Man unterscheidet dabei im Wesentlichen chronisch-degenerative Erkrankungen wie Arthrosen, die üblicherweise von Orthopäden oder Orthopäden mit Zusatzbezeichnung Rheumatologie behandelt werden, von chronisch-entzündlichen Erkrankungen, die von Internisten oder von Internisten mit Zusatzbezeichnung Rheumatologie behandelt werden.
Ursachen nicht-entzündlicher rheumatischer Erkrankungen sind meist Alterungs- bzw. Verschleißerscheinungen oder Verletzungen. Die meisten entzündlich-rheumatischen Erkrankungen sind Autoimmunerkrankungen. Der früher verwendete Sammelbegriff „Rheumatismus“ bezeichnet keine Erkrankung einer bestimmten Ursache.
Mit der Behandlung von Auswirkungen rheumatischer Erkrankungen auf den Bewegungsapparat beschäftigt sich die orthopädische Rheumatologie.
In der Schweiz ist der Facharzt für Rheumatologie ein eigenständiger Facharzttitel, der aus der Subspezialität „Facharzt für Innere Medizin spez. Rheumatologie“ hervorgegangen ist. Der Rheumatologe befasst sich mit der Abklärung und Diagnostik, der nicht operativen Therapie, der Prävention und der Rehabilitation rheumatischer Erkrankungen. Er leitet beispielsweise die medikamentöse Behandlung chronisch entzündlicher Gelenkserkrankungen, ist aber nicht operativ tätig. Gelenkserhaltende Operationen und prothetischer Gelenksersatz werden vom Facharzt für Orthopädie durchgeführt.

## Facharztbezeichnung Rheumatologe
Nach der Muster-Weiterbildungsordnung 2018 kann in Deutschland als Rheumatologe/Rheumatologin tätig werden, wer über die  Anerkennung als Facharzt für Innere Medizin und Rheumatologie verfügt.

## Kinder- und Jugend-Rheumatologie
Kinder- und Jugendärzte können in Deutschland die Zusatz-Weiterbildung Kinder- und Jugend-Rheumatologie absolvieren und eine entsprechende Zusatzbezeichnung führen. Nach der Muster-Weiterbildungsordnung 2018 umfasst die Zusatz-Weiterbildung Kinder- und Jugend-Rheumatologie in Ergänzung zur Facharztkompetenz die Prävention, Erkennung, konservative Behandlung und Rehabilitation von Erkrankungen des rheumatischen Formenkreises einschließlich der entzündlich-rheumatischen Systemerkrankungen des Säuglings, Kleinkindes, Kindes, Jugendlichen und Heranwachsenden in seinem sozialen Umfeld von der pränatalen Periode einschließlich der Transition in eine Weiterbetreuung.